# Beechcraft Model 99
Il Beechcraft Model 99 è un aereo civile prodotto dalla Beech Aircraft Corporation (precedentemente la Beechcraft Division della Raytheon Company ed ora una unità della Hawker Beechcraft). È anche conosciuto come il Beech 99 Airliner e il Commuter 99. Il 99 è un aereo bimotore turboelica a 17 posti (15 passeggeri), non pressurizzato derivato dal Beechcraft King Air e il Queen Air che utilizza le ali del Queen Air, i motori del King Air, i sottosistemi di entrambi ma ha una struttura del muso unica, usata solo nel 99.

## Storia del progetto
Progettato negli anni sessanta come sostituto del Beechcraft Model 18 il suo primo volo fu nel luglio del 1966. Ricevette la certificazione del modello il 2 maggio 1968, e 62 aerei furono consegnati entro la fine dell'anno.
Nel 1984 il Beechcraft 1900, un 19 posti pressurizzato, fu l'aereo successivo.
La produzione terminò nel 1986. Quasi metà dei Beech 99 in servizio nelle compagnie aeree tuttora vengono utilizzati come aerei trasporto dalla Ameriflight.

## Versioni
99
versione con 10 400 lb di peso massimo al decollo ed equipaggiata con una coppia di motori Pratt & Whitney Canada PT6A-20 da 550 shp.
99A
stesso del 99 ma con motori PT6A-27 da 550 shp.
A99A
un solo esemplare, 99A senza serbatoi al centro delle ali (questo modello fu scartato).
B99 Airliner
versione da 10 900 lb di peso massimo al decollo, motori PT6A-27 da 680 shp.
B99 Executive

C99 Commuter
versione da 11 300 lb di peso massimo al decollo, motori PT6A-36 da 715 shp.

## Utilizzatori

### Civili
Nell'agosto del 2006 rimane in servizio un totale di 134 Beech B99. Le principali compagnie aeree sono:
 Canada
- Air Tindi
- Prince Edward Air

 Stati Uniti
- Alpine Air Express (14)
- Ameriflight (57)
- Bemidji Airlines (10)

Altre 25 compagnie aeree utilizzano piccoli numeri di questo modello.

### Militari
Cile
- Fuerza Aérea de Chile

 Perù
- Fuerza Aérea del Perú

 Thailandia
- Kongthap Akat Thai

## Velivoli comparabili
Stati Uniti
- Beechcraft 1900